# Incendios en Benahadux (2025)
Los incendios en Benahadux de 2025 consistieron en una serie de siniestros forestales y urbanos que tuvieron lugar en el término municipal de Benahadux, en la provincia de Almería (España), entre los días 3 y 4 de mayo de 2025. Si bien no se registraron víctimas humanas, estos sucesos generaron situación de emergencia y medidas preventivas por parte de las instituciones.

## Incendio forestal de principios de mayo
La madrugada del 3 de mayo de 2025 se desató un incendio forestal en el paraje de «El Pocico», ubicado en Huércal de Almería, cuyo origen se atribuyó a la caída de un rayo. Las llamas, impulsadas por fuertes rachas de viento, llegaron a propagarse hacia los municipios de Gádor y Benahadux. El Ayuntamiento de Benahadux activó el plan municipal de emergencia en fase de «preemergencia nivel 0» durante la noche del sábado al domingo, adoptando acciones preventivas como el cierre del merendero municipal «La Mesa de los Cazadores» para evitar riesgos por humo o ignición de nuevos focos. Aunque se recibieron numerosas llamadas de ciudadanos alertando sobre la presencia de humo en Benahadux, no fue necesario ordenar desalojos adicionales.

## Incendios urbanos y otros incidentes
A mediodía del 3 de mayo, un incendio de pastos se declaró cerca de la carretera nacional N-340, entre los kilómetros 453 y 455, en zona próxima a Benahadux. El fuego fue extinguido alrededor de las 18:30 horas gracias a la intervención de bomberos e Infoca, si bien la emergencia obligó a interrumpir el tráfico ferroviario durante aproximadamente una hora, afectando a un tren de pasajeros.
Por otra parte, un incendio en una floristería ubicada en la calle Ricardo Rueda de Benahadux provocó el desalojamiento preventivo de todo el edificio de tres plantas. El fuego fue controlado antes de las 17:00 horas del mismo día por los bomberos de Almería, sufriéndose únicamente daños materiales.

## Impacto y respuesta institucional
Los incendios no ocasionaron víctimas personales, pero sí generaron alarma social y una gran movilización del Plan Infoca, bomberos, Guardia Civil, Policía Local y servicios de Emergencias (112). Las autoridades locales adoptaron medidas preventivas en infraestructuras públicas y cerraron espacios de recreo como el merendero municipal para mitigar posibles riesgos.